# Beatrik (groupe)
Beatrik est un groupe de black metal italien, originaire d'Imer, Trentino-Alto Adige, créé en 1998. Le groupe se compose du membre, guitariste, chanteur et leader Frozen Glare Smara (aka Aturus), qui est, en 2002, rejoint par le batteur Vidharr. Ils participent aussi au projet parallèle Tenebrae in Perpetuum, un projet black metal plus classique et plus brut. Le groupe se sépare en 2006.

## Biographie
Le groupe est formé en 1998 à Imer. Le nom du groupe fait référence à une ancienne légende européenne, La Chasse fantastique (appelée La Chasse sauvage dans la province de Trentin). 
En 2000 le groupe publie sa première démo, Flames, et en 2001, sa deuxième démo The Infernal Wolf Is Still Hunting. Son premier album officiel, Journey Through The End of Life, est publié en 2002 par le label Serpens Caput Productions. Frozen Glare Smara, guitariste et chanteur du groupe, explique : l'« un de mes buts sur Journey… c'était de créer un véritable album black metal triste et mélancolique. » L'album obtient un grand succès avec le public et les critiques présentant un black doom plutôt froid, dépressif, sauvage et le chant inspiré de la première scène noire norvégienne. 
En 2005, il publie le deuxième album, Requiem of December, qui contient, au départ de la première œuvre, des influences de Katatonia et Shining,. Les lignes de basse sont jouées par Ferghus dans les deux albums. Le groupe cesse ses activités en 2006.

## Style musical
Son style musical est inspiré des groupes Katatonia, Burzum et Shining. Les paroles traitent principalement de la dépression, de la solitude, de la mort et de la nature.

## Membres

### Anciens membres
- Frozen Glare Smara - basse, batterie (1998-2002), guitare, chant (2002-2006)
- Vidharr - batterie (2002-2005)

### Membre provisoire
- Ferghus - basse (2002-2006)

## Discographie

### Albums studio
- 2002 - Journey Through The End of Life
- 2005 - Requiem of December

### Démos
- 2000 - Flames
- 2001 - The Infernal Wolf Is Still Hunting